# New York Film Critics Online
New York Film Critics Online (NYFCO) je organizace se základnou v New Yorku. Byla založena v roce 2000 a skládá se z internetových filmových kritiků sídlících v New Yorku. Každoročně od roku 2001 předává ceny New York Film Critics Online Award nejlepším filmům z předchozího roku a jejich tvůrcům.

## Kategorie
- Nejlepší film
- Nejlepší mužský herecký výkon v hlavní roli
- Nejlepší ženský herecký výkon v hlavní roli
- Nejlepší mužský herecký výkon ve vedlejší roli
- Nejlepší ženský herecký výkon ve vedlejší roli
- Nejlepší obsazení
- Nejlepší kamera
- Nejlepší režie
- Nejlepší dokument
- Nejlepší cizojazyčný film
- Nejlepší animovaný film
- Nejlepší skladatel
- Nejlepší scénář
- Nejlepší režisérský debut